# Lars Sjögren

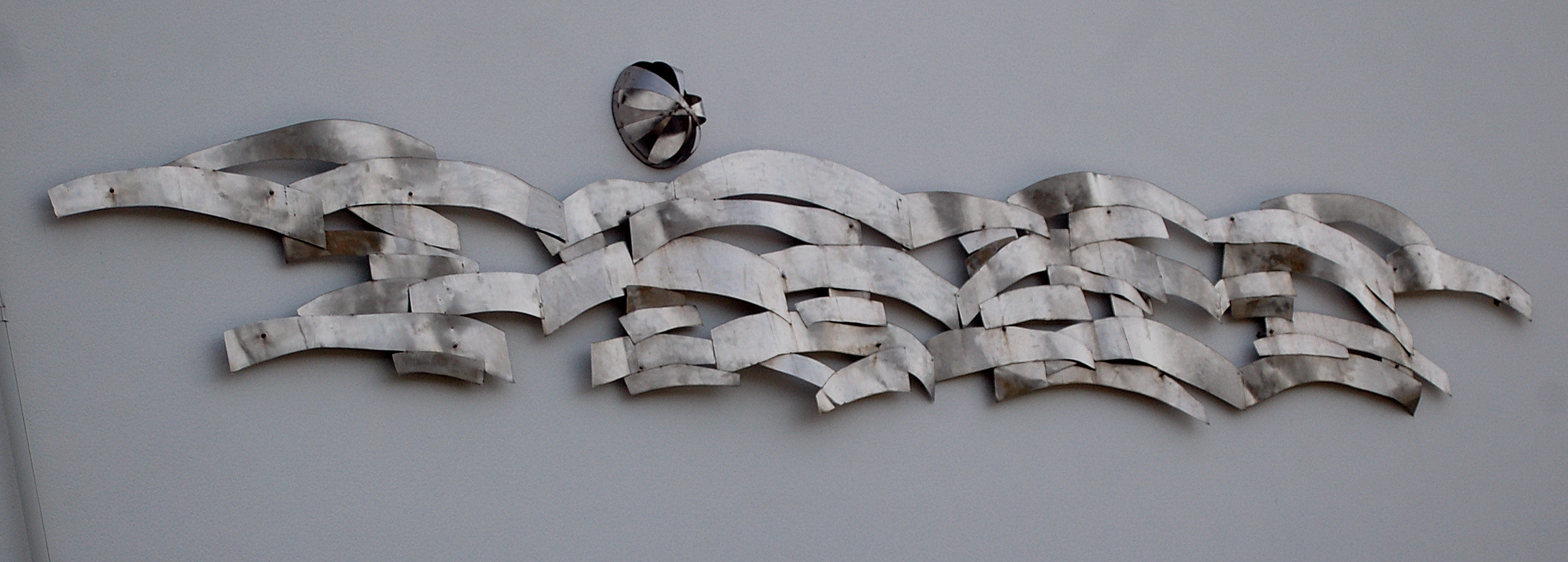
Relief på Sundsta badhus i Karlstad utförd av Lars Sjögren.

Lars Johan Edvard Sjögren, född 8 augusti 1931 i Karlstad, död 8 mars 2016 i Karlstad, var en svensk målare, tecknare och grafiker.

## Biografi
Lars Sjögren var son till byggnadssnickaren Lars Edvin Sjögren och Gertrud Maria Sköld. Han studerade vid Skånska målarskolan i Malmö 1949 och gjorde därefter studieresor till Frankrike och Nederländerna. Han har medverkat i samlingsutställningen Aspect 61 på Liljevalchs konsthall samt ett flertal av Värmlands konstförenings höstsalonger. Separat har han bland annat ställt ut på Lilla Paviljongen i Stockholm 1953, Lorensbergs konstsalong, Värmlands museum 1960, Galeri Hybler i Köpenhamn, Galerie Riquelme i Paris 1966 och Konsthallen i Kristinehamn 1990. Tillsammans med Ingrid Hwatz ställde han ut på Sturegalleriet i Stockholm 1958. Han har medverkat i grupputställningar med Paul René Gauguin, Herman Reijers och Olof Persson.
På 1950-talet delade han ateljéutrymme i Karlstad med Hans Kajtorp, Sven Ekdahl, Sven Frödin, Harry Moberg och Harry Sandberg. Senare verkade han i sin ateljé på Värmlandsnäs.
Han har tilldelats Värmlands konstförenings resestipendium, Karlstad kommuns Frödingstipendium, statligt arbetsstipendium, NWT:s kulturstipendium, Hammarö kommuns kulturstipendium och Värmlands konstförenings Thor Fagerqviststipendium.
Hans konst är abstrakt med ett estetiskt raffinerat kalligrafiskt måleri. Han har kallats Kinesen ifrån Karlstad eftersom målningar ibland liknar kalligrafi.
Bland hans offentliga arbeten märks en relief på Sundsta badhus i Karlstad, målad trärelief Ruds vårdcentral i Karlstad, en väggmålning på Torsby sjukhus samt duvorna i rostfri plåt som satt på Domushuset i Karlstad, dessa räddades när fastigheten eldhärjades och ligger nerpackade hos Konsum Värmland i väntan på att bli utplacerade på lämplig plats.
Sjögren är representerad vid Moderna museet i Stockholm, Värmlands museum, Kristinehamns konstmuseum och Karlstads kommun.
Lars Sjögren förolyckades i mars 2016.